# Pozaldez
Pozaldez ist ein Ort und eine spanische Gemeinde mit 500 Einwohnern (Stand: 2024) in der Provinz Valladolid der Region Kastilien-León.

## Lage
Der Ort Pozaldez liegt in der Iberischen Meseta gut 43 km (Fahrtstrecke) südwestlich von Valladolid bzw. knapp 10 km nordöstlich von Medina del Campo in einer Höhe von ca. 795 m ü. d. M. Das Klima im Winter ist kalt, im Sommer dagegen warm bis heiß; der spärliche Regen fällt verteilt übers ganze Jahr.

## Bevölkerungsentwicklung
| Jahr      | 1842  | 1900  | 1950  | 2001 | 2012 |
| Einwohner | 1.726 | 2.249 | 1.440 | 504  | 574  |

Der kontinuierliche Bevölkerungsrückgang im 20. Jahrhundert ist im Wesentlichen auf die Mechanisierung der Landwirtschaft zurückzuführen.

## Wirtschaft
Die Einwohner lebten jahrhundertelang hauptsächlich als Selbstversorger von der Landwirtschaft, zu der auch ein wenig Viehzucht (Schafe, Ziegen, Hühner) und der Weinbau gehörte. Auf den nahegelegenen Märkten von Medina de Campo konnten die erwirtschafteten Überschüsse verkauft werden. Heute arbeiten einige Bewohner in der nahegelegenen Stadt.

## Geschichte
Im Jahr 1250 lautete der Ortsname Pozollez, später auch Pozoldez oder Pozal de las dos iglesias; auch der Name Pozal de Hez („Überfluss an Wein“) ist überliefert und verweist auf die ehemals über 100 Bodegas beim Ort.

## Sehenswürdigkeiten

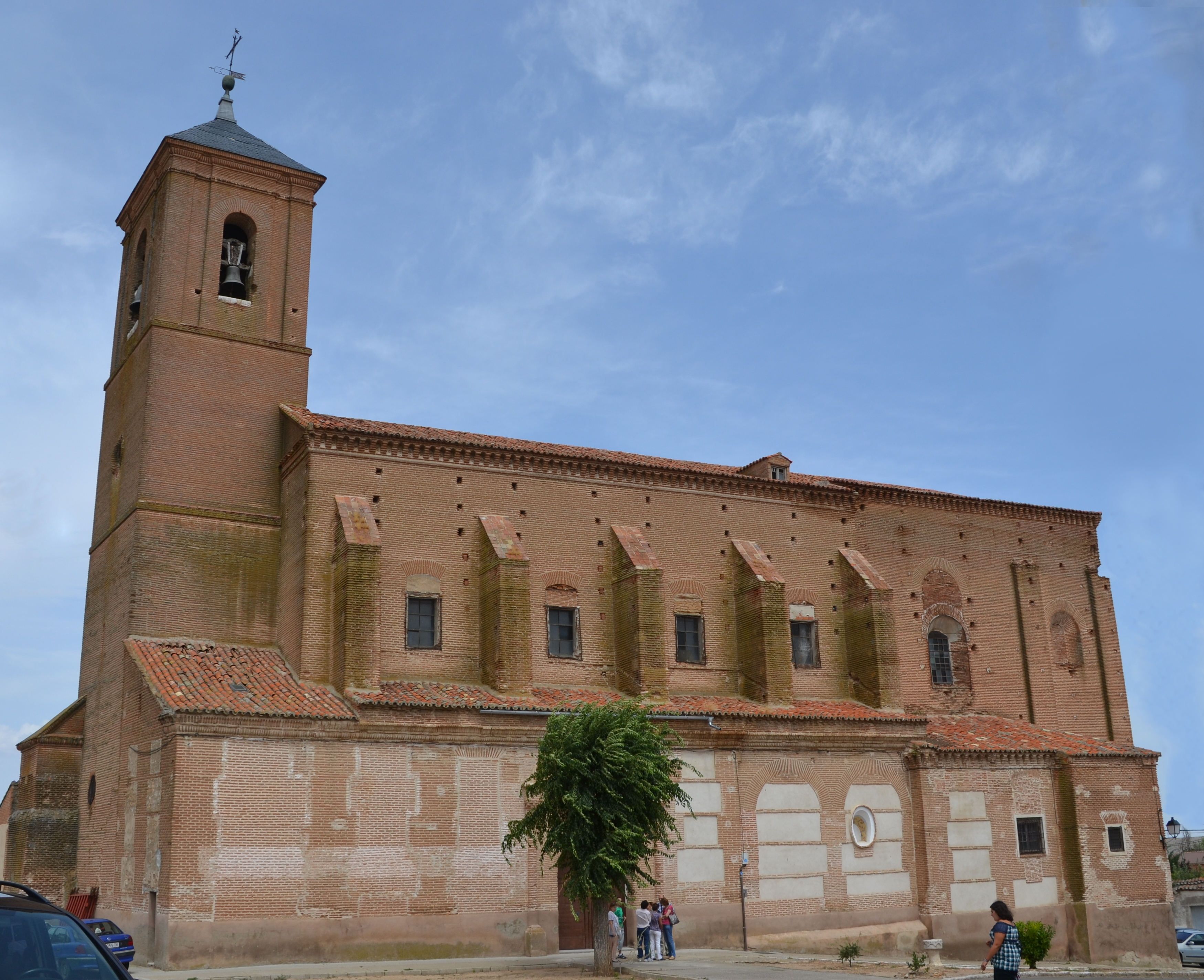
Iglesia de Santa María

- Von der mittelalterlichen Festungsanlage (castillo) sind nur noch spärliche Ruinen erhalten.[5]
- Die im Mudéjar-Stil auf den Fundamenten einer Burg errichteten Ostteile der dem hl. Baudilius von Nîmes geweihten Iglesia de San Boal sind die Hauptsehenswürdigkeiten des Ortes; sie entstanden im 13. Jahrhundert. Die Apsis besteht aus Ziegelstein-Blendbögen mit Zwischensegmenten aus verputzten Bruchsteinen. Der mehrstufig aufragende, durch Lisenen gegliederte und mit einer Laterne abschließende Glockenturm erhebt sich über der Vierung und ist vollständig mit Ziegelsteinen verblendet. Die Fertigstellung des Kirchenschiffs und der Fassade dauerte bis ins 14. Jahrhundert. Im frühen 17. Jahrhundert wurde die Kirche durch den Architekten Diego de Praves modernisiert. Das architektonisch eher karge Kirchenschiff wird von Seitenkapellen begleitet, in denen zahlreiche Altarretabel des 16. bis 19. Jahrhunderts stehen.[6]
- Die im 16. Jahrhundert entstandene und ebenfalls Mudejar-Elemente zeigende Iglesia de Santa María verfügt über ein vierjochiges Kirchenschiff mit seitlichen Kapellen. Der Hauptaltar zeigt Salomonische Säulen im Stil des spätbarocken Churriguerismus; die in den Seitenkapellen befindlichen Nebenaltäre sind deutlich weniger aufwändig gestaltet.[7]